# 誰ぞこの子に愛の手を
『誰ぞこの子に愛の手を』（たれぞこのこにあいのてを）は、岡林信康が1975年1月21日にCBS・ソニーから発売したシングル。

## 解説
松本隆プロデュースによるアルバム『誰ぞこの子に愛の手を』と同時発売された、アルバムタイトル曲で、こちらも松本隆プロデュース作品。曲は、幼い頃からサーカス小屋で働かされている子どもの歌。
B面曲の「怪人二十面相を追いつめろ」はアルバム未収録曲で、未CD化作品。

## 収録曲
全作詞、作曲：岡林信康

### SIDE A
1. 誰ぞこの子に愛の手を（シングル・バージョン） - （4分44秒）
アルバム収録と同じ音源

### SIDE B
1. 怪人二十面相を追いつめろ - （4分2秒）

## 収録アルバム
- 誰ぞこの子に愛の手を